# Ca l'Aiguader
Ca l'Aiguader és una masia de Palau-solità i Plegamans (Vallès Occidental) protegida com a bé cultural d'interès local. Actualment el seu ús és residencial.

## Descripció
Masia amb evidents transformacions del seu aspecte original. A la façana trobem un portal d'entrada, d'arc rodó adovellat. Al primer pis (on generalment s'hi ubicaven les estances d'habitatge) hi ha tres finestres rectangulars, emmarcades amb llinda i ampit lleugerament treballats. Al segon pis, on segurament es trobarien les golfes, s'observa una senzilla obertura rectangular. La coberta és de teula àrab a dues vessants. El mur de la façana principal és arrebossat i acaba en una forma ondulada amb elements decoratius (un gerro a cada extrem i una bola amb punxa al centre) com a coronament; a la façana també hi ha un rellotge de sol. Té molts edificis semiabandonats annexos al voltant.

## Història
Aquesta masia va ser una granja lletera fins a l'any 1995-1996.